# Naar huis
Naar huis is het tweede studioalbum van Acda en De Munnik (de bonus-cd Zwerf' on bij het eerste album niet meegeteld). Het album werd uitgebracht op 7 september 1998 en bevat de nummer 2-hit Niet of nooit geweest.

## Medewerkers
- Thomas Acda - Zang, gitaar, mondharmonica
- Paul de Munnik - Zang, piano, toetsen en arrangementen
- David Middelhoff - Basgitaar, gitaar, koor en arrangementen
- Kasper van Kooten - Drums, percussie en koor
- Diederik van Vleuten - Hammond en muzikale leiding
- Sander Janssen - Opname, mixage en productie
- Daan van Rijsbergen - Uitvoerend producent